# Григорий Отрепьев
Григо́рий Отре́пьев (мирское имя и отчество — Ю́рий Богда́нович, «полуимя» — Гри́шка Отре́пьев) (около 1581 — ?(предположительно 17 мая 1606) — монах, дьяк Чудова монастыря (в московском Кремле), одно время выполнял секретарские обязанности при патриархе Иове. Сын галичского дворянина Богдана Ивановича Отрепьева. Был близок к семейству бояр Романовых, служил у Михаила Никитича. Около 1601 года бежал из монастыря. По наиболее распространённой версии, именно Григорий Отрепьев впоследствии выдавал себя за царевича Дмитрия и взошёл на русский престол под именем Дмитрия I.

## Установленные факты
Григорий Отрепьев родился в волости Борок, Галичского уезда (около 1581) и принадлежал к небогатому роду Нелидовых, один из представителей которого, Давид Фарисеев, получил от Ивана III нелестную кличку Отрепьев. Считается, что Гриша был на год или два старше царевича. Отец Григория, Богдан Иванович, имел поместье в Галичском уезде недалеко от Железно-Боровского монастыря, величиной в 400 четей (около 40 гектаров) и 14 рублей жалования за службу сотником в стрелецких войсках. Имел двоих детей — Григория и его младшего брата Василия. Для того чтобы прокормить семью и обеспечить, как ему было предписано по должности, коня с саблей, пару пистолей и карабин, а также одного холопа с пищалью и долгою, которого он был обязан полностью снарядить за свой счёт. Доходов, вероятно, не хватало, так как Богдан Отрепьев вынужден был арендовать землю у Никиты Романовича Захарьина (деда будущего царя Михаила), чьё имение находилось тут же по соседству. Погиб он очень рано, в пьяной драке, зарезанный в Немецкой слободе неким «литвином», так что воспитанием сыновей занималась его вдова.
Ребёнок оказался весьма способным, легко выучился чтению и письму, причем успехи его были таковы, что решено было отправить его в Москву, где он в дальнейшем поступил на службу к князю Борису Черкасскому и позже к Михаилу Никитичу Романову. Здесь он опять же показал себя с хорошей стороны и дослужился до высокого положения. В 14 лет (1595) пострижен в иноки в монастыре Железный Борок под именем Григорий, а около 1600 посвящён патриархом Иовом в дьяконы. Однако простая и непритязательная жизнь провинциального монаха его не привлекала, часто переходя из одного монастыря в другой, он в конечном итоге возвращается в столицу, где по протекции своего двоюродного дяди Елизария Замятни-Отрепьева, поступает в Чудов монастырь. Грамотного монаха вскоре замечает архимандрит Пафнутий, затем после того, как Отрепьев составил похвалу московским чудотворцам, он делается «крестовым дьяком» — занимается перепиской книг и присутствует в качестве писца в «государевой Думе».
Именно там, если верить официальной версии, выдвинутой правительством Годунова, будущий претендент начинает подготовку к своей роли; сохранились свидетельства чудовских монахов, что он расспрашивал их о подробностях убийства царевича, а также о правилах и этикете придворной жизни. Позже, опять же если верить официальной версии, «чернец Гришка» начинает весьма неосмотрительно хвалиться тем, что когда-нибудь займёт царский престол. Похвальбу эту ростовский митрополит Иона доносит до царских ушей, и Борис приказывает сослать монаха в отдалённый Кириллов монастырь, но дьяк Смирной-Васильев, которому было это поручено, по просьбе другого дьяка Семёна Ефимьева отложил исполнение приказа, потом же совсем забыл об этом, пока неизвестно кем предупреждённый Григорий в компании с иноками Варлаамом и Мисаилом бежит в Галич, затем в Муром, в Борисоглебский монастырь и далее — на лошади, полученной от настоятеля, через Москву в Речь Посполитую (февраль 1602), где и объявляет себя «чудесно спасшимся царевичем» (1603).
Отмечается, что бегство это подозрительно совпадает со временем разгрома «романовского кружка», также замечено, что Отрепьеву покровительствовал кто-то достаточно сильный, чтобы спасти его от ареста и дать время бежать. Сам Лжедмитрий, будучи в Польше, однажды оговорился, что ему помог дьяк Василий Щелкалов, также подвергшийся затем гонению от царя Бориса.

## Проблема отождествления
Когда (16 октября 1604) самозванец, выдававший себя за царевича Дмитрия (Лжедмитрий I), перешёл границу Московского царства и начал войну против Бориса Годунова, правительство Бориса официально объявило, что под именем царевича скрывается беглый монах, расстрига Гришка Отрепьев. Григорию была объявлена анафема. Узнав об этом, Лжедмитрий в некоторых занятых им городах показывал народу человека, который утверждал, что он и есть Григорий Отрепьев, а тот, кто выдаёт себя за Дмитрия — не Отрепьев, а истинный царевич. По некоторым данным, роль Отрепьева играл другой монах, «старец» Леонид (старцами в то время называли монахов не обязательно пожилого возраста).
Правительство Фёдора Годунова в связи с этим внесло (апрель 1605 года) в формулу присяги царю отказ от поддержки «тому вору, кто именует себя Дмитрием» — а не «Отрепьеву». Это вызвало у многих уверенность в том, что версия об Отрепьеве — ложь, а царевич Дмитрий — настоящий. Вскоре Лжедмитрий I воцарился на московском престоле (с 01 июня 1605), короновался (30 июля 1605) и был признан, искренне или нет, истинным сыном Ивана Грозного.
После убийства Лжедмитрия I (17 мая 1606) правительство Василия IV Шуйского вернулось к версии о том, что самозванец был Григорий Отрепьев, как к официальной. Такое положение дел сохранялось и при Романовых. Имя «Гришки (со времён Павла I — Григория) Отрепьева» сохранялось в перечне анафематствуемых, читаемых каждый год в Неделю православия, вплоть до царствования Александра II.
Уже многие современники (разумеется, в расчёт принимаются только те, кто считал Дмитрия самозванцем, а не настоящим царевичем) не были уверены в том, что Лжедмитрий I и Григорий Отрепьев — одно лицо. В историографии новейшего времени этот вопрос дискутируется с XIX в. Решительным защитником отрепьевской версии выступил Н. М. Карамзин. Вместе с тем, например, Н. И. Костомаров возражал против отождествления самозванца с Отрепьевым, указывая, что по образованию, навыкам, поведению Лжедмитрий I напоминал скорее польского шляхтича того времени, а не костромского дворянина, знакомого со столичной монастырской и придворной жизнью. Кроме того, Отрепьева, как секретаря Патриарха Иова, московские бояре должны были хорошо знать в лицо, и вряд ли он решился бы предстать перед ними в образе царевича. Костомаров сообщает и ещё одну интересную подробность из жизни Димитрия (Лжедмитрия I). Когда Лжедмитрий I наступал на Москву, то возил вместе с собой и всенародно в разных городах показывал лицо, называвшее себя Григорием Отрепьевым, тем самым разрушая официальную версию о том, что он тождественен Григорию.
Оба эти мнения воплощены в написанных в XIX веке драматических произведениях о Борисе Годунове; мнение Карамзина обессмертил А. С. Пушкин в пьесе «Борис Годунов», мнению Костомарова последовал А. К. Толстой в пьесе «Царь Борис».
В. О. Ключевский придерживался следующего мнения: «Важна не личность самозванца, а роль, им сыгранная, и исторические условия, которые сообщили самозванческой интриге страшную разрушительную силу».
С. Ф. Платонов писал так: «Нельзя считать, что самозванец был Отрепьев, но нельзя также утверждать, что Отрепьев им не мог быть: истина от нас пока скрыта».
Дискуссия между представителями обеих точек зрения активно продолжалась и в XX в.; были обнаружены новые сведения о семье Отрепьевых, которые, как утверждается сторонниками версии тождества этих персонажей, объясняют благожелательное отношение Лжедмитрия I к Романовым. Историк Руслан Григорьевич Скрынников придерживается мнения о тождестве личности Отрепьева и Лжедмитрия. В подтверждение этой гипотезы он приводит большое количество доказательств.

«Произведём несложный арифметический подсчёт. Отрепьев бежал за рубеж в феврале 1602 года, провёл в Чудове монастыре примерно год, то есть поступил в него в самом начале 1601 г., а надел куколь незадолго до этого, значит, он постригся в 1600 году. Цепь доказательств замкнулась. В самом деле, Борис разгромил бояр Романовых и Черкасских как раз в 1600 году. И вот ещё одно красноречивое совпадение: именно в 1600 году по всей России распространилась молва о чудесном спасении царевича Дмитрия, которая, вероятно и подсказала Отрепьеву его роль».

«По-видимому, Отрепьев уже в Киево-Печерском монастыре пытался выдать себя за царевича Дмитрия. В книгах Разрядного приказа находим любопытную запись о том, как Отрепьев разболелся „до умертвия“ и открылся печерскому игумену, сказав, что он царевич Дмитрий».